# Schönsee (miasto)
Schönsee – miasto w Niemczech, w kraju związkowym Bawaria, w rejencji Górny Palatynat, w regionie Oberpfalz-Nord, w powiecie Schwandorf, siedziba wspólnoty administracyjnej Schönsee. Leży na granicy Lasu Czeskiego, nad rzeką Ascha, około 37 km na północny wschód od Schwandorfu, przy granicy z Czechami i linii kolejowej Schwandorf - Schönsee.

## Dzielnice
W skład miasta wchodzą następujące dzielnice:

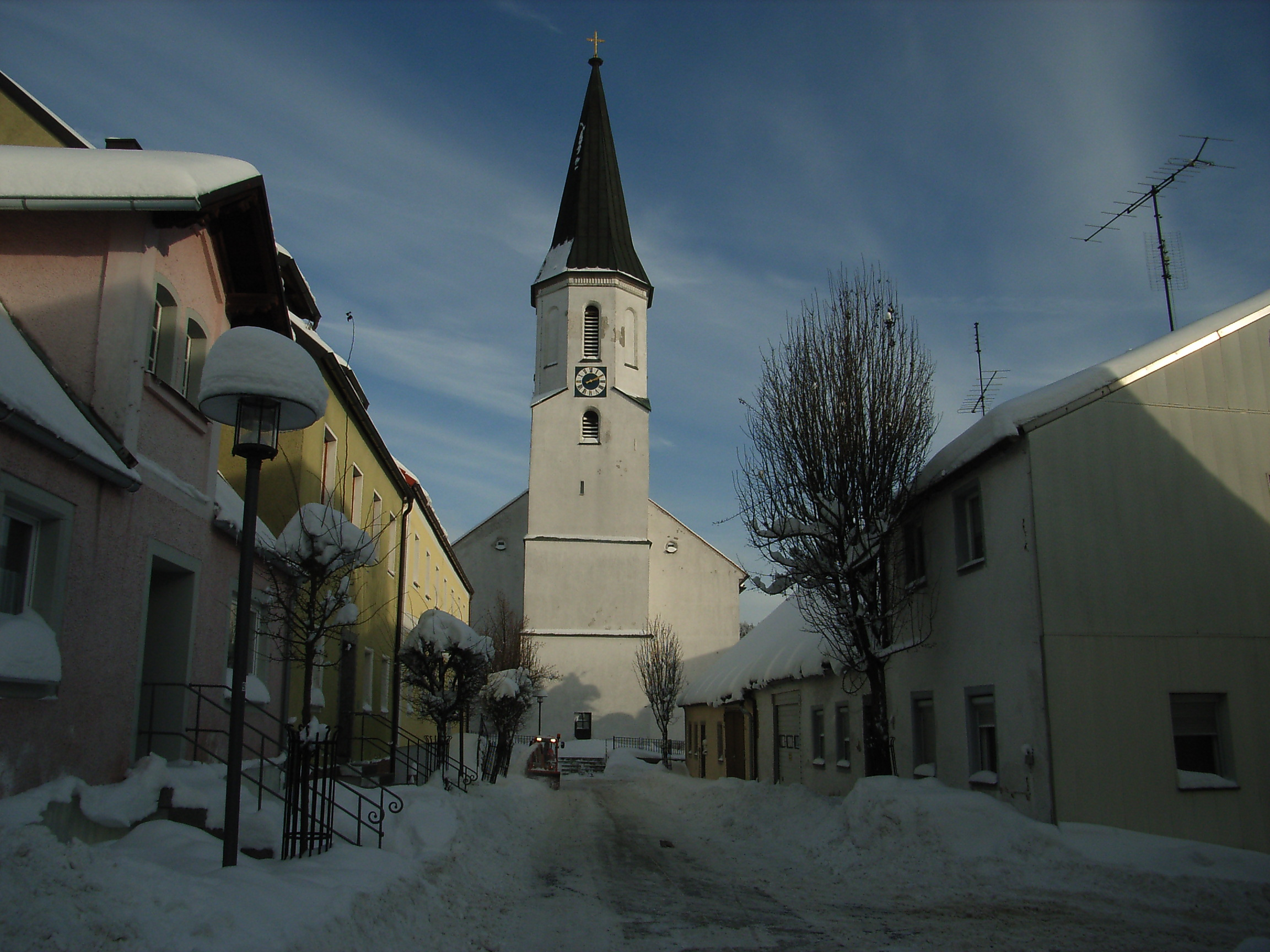
Schönsee (2012)

| - Buchenberg - Dietersberg - Dietersdorf - Eulenberg - Friedrichshäng - Gaisthal - Gaisthalerhammer - Grünthal | - Hintere Lindau - Johannismühle - Josephsthal - Laub - Lilienthal - Lindau - Muggenthal | - Polster - Rackenthal - Rosenhof - Rosenthal - Schwand - Weberhäuser - Ziegelhütte |